# King of the Cage
King of the Cage (KOTC) – amerykańska organizacja mieszanych sztuk walki (MMA) z siedzibą w Karolinie Południowej. Założycielem organizacji jest Terry Trebilcock.

## Historia KOTC
Organizacja została założona w 1998 roku przez Terry'ego Trebilcocka. Głównym założeniem organizacji jest promowanie nowych zawodników jak i weteranów w świecie MMA. KOTC promuje swoje organizacje nie tylko w Stanach Zjednoczonych ale i w Kanadzie, Australii oraz Japonii. Wiele gwiazd MMA zaczynało swoje kariery właśnie  King of the Cage m.in. Quinton Jackson, Paul Buentello, Rashad Evans, Daniel Cormier, Jeremy Horn, Urijah Faber czy też Ricco Rodriguez.
We wrześniu 2007 roku Trebilcock sprzedał King of the Cage właścicielom ProElite. Dwa lata później, w lipcu 2009 roku ponownie nabył udziały do KOTC oraz jednocześnie wszedł w spółkę z producentem telewizyjnym Markiem Burnettem, co zaowocowało rozwojem i popularnością KOTC w telewizji. W programie Bully Beatdown (Zemsta na brutalu) którego producentem jest Burnett, często występują zawodnicy związani kontraktem z KOTC. Istnieje również kanadyjska filia KOTC gdzie organizuje się na tamtejszym terenie gale.
Gale King of the Cage są transmitowane w wielu krajach w formie pay-per-view. W Polsce od 2014 na kanale FightKlub są nadawane archiwalne jak i premierowe gale w formie retransmisji.

## Zasady
King of the Cage korzysta z zasad i reguł zawartych w Unified Rules of Mixed Martial Arts. KOTC w odróżnieniu od innych większych organizacji wprowadziło spore zmiany w kategoriach wagowych m.in. dodanie junior ciężkiej (104,3 kg/230 lb), junior półśredniej (72,6 kg/160 lb) i junior muszej jak w boksie oraz zmiana limitu wagowego w kategoriach: koguciej (65,8 kg/145 lb) i muszej (61,2 kg/135 lb). Kategoria piórkowa (do 66 kg/145 lb) której brak, a jest określona w Unified Rules of Mixed Martial Arts w KOTC nazywana jest kogucią.

## Mistrzowie
| Kategoria         | Waga                    | Mistrz          | Mistrz            | Od         |
| Kategoria         | Waga                    | Nazwisko        | Kraj              | Od         |
| ----------------- | ----------------------- | --------------- | ----------------- | ---------- |
| Superciężka       | ponad 120,2 kg / 265 lb | Tony Lopez      | Stany Zjednoczone | 17.09.2011 |
| Ciężka            | 120,2 kg / 265 lb       | Tony Lopez      | Stany Zjednoczone | 05.09.2015 |
| Junior ciężka     | 104,3 kg / 230 lb       | Wes Combs       | Stany Zjednoczone | 23.07.2011 |
| Półciężka         | 93,0 kg / 205 lb        | Trevor Prangley | Południowa Afryka | 20.12.2012 |
| Średnia           | 83,9 kg / 185 lb        | Daniel Madrid   | Stany Zjednoczone | 17.10.2015 |
| Półśrednia        | 77,1 kg / 170 lb        | Joshua Aveles   | Stany Zjednoczone | 26.04.2012 |
| Junior półśrednia | 72,6 kg / 160 lb        | Alex Reyes      | Stany Zjednoczone | 15.03.2015 |
| Lekka             | 70,3 kg / 155 lb        | Alex Reyes      | Stany Zjednoczone | 04.12.2014 |
| Kogucia           | 65,8 kg / 145 lb        | Jordan Griffin  | Stany Zjednoczone | 08.08.2015 |
| Musza             | 61,2 kg / 135 lb        | Reuben Duran    | Stany Zjednoczone | 02.10.2014 |
| Junior Musza      | 57 kg / 125 lb          | John DeVall     | Stany Zjednoczone | 01.08.2015 |
| Kategoria Kobiet  | Waga                    | Mistrz          | Mistrz            | Od         |
| Kategoria Kobiet  | Waga                    | Nazwisko        | Kraj              | Od         |
| Junior musza      | 57 kg / 125 lb          | Brenda Gonzales | Stany Zjednoczone | 06.10.2012 |
| Słomkowa          | 52 kg / 115 lb          | Jamie Colleen   | Stany Zjednoczone | 29.08.2015 |